# Eratigena inermis
Eratigena inermis là một loài nhện trong họ Agelenidae. Chúng được Eugène Simon miêu tả năm 1870.